# E.S.P. (album, Miles Davis)
E.S.P. je studiové album Milese Davise, nahrané s jeho druhým kvintetem. Nahrávání alba probíhalo od 20. do 22. ledna 1965 ve studiu vlastněném vydavatelstvím Columbia Records v Los Angeles a vyšlo v listopadu 1965. Producentem alba byl Irving Townsend.

## Seznam skladeb
| Pořadí         | Název          | Autor                   | Délka |
| -------------- | -------------- | ----------------------- | ----- |
| 1.             | E.S.P.         | Wayne Shorter           | 5:27  |
| 2.             | Eighty-One     | Miles Davis, Ron Carter | 6:11  |
| 3.             | Little One     | Herbie Hancock          | 7:21  |
| 4.             | R.J.           | Carter                  | 3:56  |
| 5.             | Agitation      | Davis                   | 7:46  |
| 6.             | Iris           | Shorter                 | 8:29  |
| 7.             | Mood           | Davis, Carter           | 8:50  |
| Celková délka: | Celková délka: | Celková délka:          | 48:05 |

## Obsazení
- Miles Davis – trubka
- Wayne Shorter – tenorsaxofon
- Herbie Hancock – klavír
- Ron Carter – kontrabas
- Tony Williams – bicí